# Petru Pleșca
Petru Pleșca (* 5. Februar 1905 in Fântânele, Kreis Iași, Rumänien; † 19. März 1977 in Iași) war von 1951 bis 1965 Ordinarius substitutus und nach seiner Bischofsweihe von 1965 bis 1977 allgemeiner Provikar des Bistums Iași.

## Leben
Petru Pleșca studierte an den Priesterseminaren in Iași und Bukarest sowie am Instituto Brignole-Sale in Genua, wo er am 30. Mai 1931 die Priesterweihe empfing. Er war zunächst Kaplan in Bârgăuani im Kreis Neamț, ab 1934 Pfarrer in Grozești-Oituz im Kreis Bacău. Von 1942 bis 1946 war er Rektor des Priesterseminars in Iași.
Durch die kommunistische Herrschaft wurde die Tätigkeit der römisch-katholischen Kirche in Rumänien stark eingeschränkt. 1951 wurde er Ordinarius substitutus des Bistums Iași und vom stellvertretenden rumänischen Minister für Religion als römisch-katholischer Bischof anerkannt. Trotz politischer Widerstände konnte er am Zweiten Vatikanischen Konzil teilnehmen. Auf dem Konzil wurde er durch Papst Paul VI. zum Titularbischof von Voli ernannt und als „allgemeiner Provikar“ des Bistums Iași eingesetzt. Die Bischofsweihe spendete ihm am 16. Dezember 1965 in der Sixtinischen Kapelle der Sekretär der Konsistorialkongregation Carlo Kardinal Confalonieri; Mitkonsekratoren waren der Erzbischof von Camerino, Giuseppe D’Avack, und der Bischof von Crema, Franco Costa.
Bischof Petru Pleșca starb plötzlich am 19. März 1977 infolge eines Schlaganfalls und wurde in Grozești-Oituz, dem Ort, in dem er fast dreißig Jahre als Pfarrer gewirkt hatte, beigesetzt.